# Chloropoea apaturoides
Chloropoea apaturoides är en fjärilsart som beskrevs av Felder 1867. Chloropoea apaturoides ingår i släktet Chloropoea och familjen praktfjärilar. Inga underarter finns listade i Catalogue of Life.